# Rose (Włochy)
Rose – miejscowość i gmina we Włoszech, w regionie Kalabria, w prowincji Cosenza.
Według danych na rok 2004 gminę zamieszkuje 4410 osób, 93,8 os./km².